# Annie Laurent
Pour les articles homonymes, voir Laurent.
Annie Laurent, née le 3 juin 1949, est une journaliste, écrivaine et politologue française.

## Biographie

### Jeunesse et études
Annie Laurent suit des études de droit. Elle est titulaire d'une maîtrise en droit international (1983). En 1986, elle devient docteur d’État en science politique, pour une thèse présentée à l'université Panthéon-Assas sur « Le Liban et son voisinage (1943-1984) ».

### Parcours professionnel
En 1980, Renée Conan et Annie Laurent vont à la rencontre des femmes qui se mobilisent dans la lutte antinucléaire de Plogoff. Elles publient un livre Femmes de Plogoff.
Elle a vécu cinq ans au Liban, où elle éditait le périodique Libanoscopie (1988-1992).
Elle a été nommée par Benoît XVI experte au Synode spécial des évêques pour le Moyen-Orient, qui s'est tenu à Rome en octobre 2010.
Elle a fondé en 2009 l'association Clarifier, qui vise à « éclairer sur les réalités de l’Islam, selon une approche pédagogique et respectueuse des personnes qui s’y référent », et à « promouvoir les conditions et les moyens d’une vie commune pacifique ». Cette association est entre autres parrainée par Alain Besançon, Rémi Brague, Marc Fromager, Chantal Delsol, Fabrice Hadjadj. Sont conseillers scientifiques le père Pierre Madros, Jean-Pierre Péroncel-Hugoz, le père Samir Khalil Samir et l’abbé Guy Vandevelde.

## Ouvrages
- Femmes de Plogoff, avec Renée Conan, éd. La Digitale, Quimperlé, 1981  (ISBN 978-2-903383-05-3)
- Une proie pour deux fauves ? : le Liban entre le lion de Juda et le lion de Syrie, avec Antoine Basbous, éd. Ad-Dairat, Beyrouth, 1983[6].
- Guerres secrètes au Liban, avec Antoine Basbous, éd. Gallimard, Paris, 1987  (ISBN 978-2070709601).
- Vivre avec l'islam ? : réflexions chrétiennes sur la religion de Mahomet, Saint-Paul, 1996  (ISBN 978-2850496868)
- Pour l'amour de l'Église, Sarment/Jubilé, 1999, 215 p.  (ISBN 9782213603063) avec Christian Laffargue
- Dialogue islamo-chrétien à temps et contretemps, Saint-Paul, 2002, 253 p.  (ISBN 9782850498855) avec Maurice Borrmans
- L’Europe malade de la Turquie, Éditions F.-X. de Guibert, 2005, 171 p.  (ISBN 9782755400205)
- Dieu rêve d'unité : quarante ans de dialogue interreligieux, Bayard, 2005, avec Mgr Fitzgerald  (ISBN 978-2227474369)
- Les chrétiens d'Orient vont-ils disparaître ? : entre souffrance et espérance, Salvator, 2008  (ISBN 2706705701)
- L’islam peut-il rendre l’homme heureux ?, Éditions Artège, 2012[7], 80 p.  (ISBN 9782360401215)
- L'islam pour tous ceux qui veulent en parler (mais ne le connaissent pas encore), 2017, Artège  (ISBN 979-1-0336-0367-2). Version poche, 2025, Ephata,  (ISBN 978-2-38550-077-1)

## Presse quotidienne
- le 23 juin 2017 elle a été interviewée par Le Figaro au sujet du discours au CFCM d'Emmanuel Macron quelques jours plus tôt[8]. Elle y trouva quelques problèmes, notamment

« ... je ne vois pas comment le président de la République ou un autre responsable politique peut dire de façon certaine ce qui constitue «le cœur de l'Islam». À quel titre la République peut-elle se prononcer sur une telle définition? Et comment concilier de tels propos avec la laïcité propre à l'État? En réalité, l'unique moyen d'en finir avec l'extrémisme serait de supprimer les passages du Coran et de la Sunna justifiant la violence et les atteintes aux libertés. Car, qu'on l'admette ou pas, ces textes sacrés comportent bien des incitations à la haine. »

« ...en mars dernier, le CFCM a produit une «charte de l'imam» qui comporte des mesures bienvenues tels que l'attachement à la laïcité, à la liberté, au dialogue interreligieux et le rejet de toute justification de la violence au nom de Dieu. Le CFCM a demandé à toutes les instances représentatives de l'islam en France et aux mosquées d'adhérer à cette charte… mais celle-ci a immédiatement été rejetée par la majorité d'entre elles. Encore une fois ces initiatives ont trouvé leurs limites face à l'absence d'autorité réellement représentative de l'islam... Concernant l'islam, il existe déjà des Instituts de formation d'imams, dont certains sont gérés par l'UOIF, association qui, à bien des égards, ne transmet pas des valeurs compatibles avec la démocratie. »